# Sistema Penitenciario de Guatemala
El Sistema Penitenciario de la República de Guatemala (SP) es el sistema carcelario estatal que debe tender a la readaptación social y a la reeducación de las personas privadas de libertad y cumplir con las normas que le asigna la Constitución Política de la República, los convenios y tratados internacionales en materia de derechos humanos de los que Guatemala sea parte así como lo dispuesto en las demás leyes ordinarias. La Dirección General del Sistema Penitenciario (DGSP) es creada por medio del Acuerdo Gubernativo número 607-88, pero actualmente se rige por el 33-2006 del Congreso de la República de Guatemala, Ley del Régimen Penitenciario, dicho sistema se encuentra bajo la dependencia del Ministerio de Gobernación.

## Fines
El Sistema Penitenciario de la República de Guatemala, según el artículo 3 de la Ley del Régimen Penitenciario, tiene como fines:
a) Mantener la custodia y seguridad de las personas reclusas en resguardo de la sociedad; y,
b) Proporcionar a las personas reclusas las condiciones favorables para su educación y readaptación a la sociedad, que les permita alcanzar un desarrollo personal durante el cumplimiento de la pena y posteriormente reintegrarse a la sociedad.

## Principios Generales
Los principios generales que rigen al Sistema Penitenciario están establecidos en la Ley del Régimen Penitenciario, los cuales son:
- Recluso o Reclusa.
- Legalidad.
- Igualdad.
- Afectación Mínima.
- Control Judicial y Administrativo del Privado de Libertad.
- Derecho de Comunicación.
- Principio de Humanidad.
- Participación Comunitaria.

## Organización
El Sistema Penitenciario Guatemalteco se organiza de la siguiente manera según el artículo 34 de la Ley del Régimen Penitenciario:
- Dirección General del Sistema Penitenciario
  -     -       -         -           - Comisión Nacional de Sistema Penitenciario
          - Comisión Nacional de Salud Integral, Educación y Trabajo

  - Subdirección General
    - Subdirección Operativa
    - Subdirección Técnico-Administrativa
    - Subdirección de Rehabilitación Social
      - Inspectoría General del Régimen Penitenciario
      - Direcciones y Subdirecciones de Centros de Detención
        - Escuela de Estudios Penitenciarios

### Administración

#### Dirección General
La Dirección General del Sistema Penitenciario es el órgano responsable de la planificación, organización y ejecución de las políticas penitenciarias. La Dirección General del Sistema Penitenciario depende directamente del Ministerio de Gobernación y estará a cargo de un director general. Para el cumplimiento de sus funciones contará con las siguientes dependencias:
- - Subdirección General
    - Subdirección Operativa
    - Subdirección Técnico-Administrativa
    - Subdirección de Rehabilitación Social
      - Inspectoría General del Régimen Penitenciario
      - Direcciones y Subdirecciones de Centros de Detención.

### Órganos Asesores

#### Comisión Nacional del Sistema Penitenciario
Es un órgano asesor y consultivo de la Dirección General del Sistema Penitenciario. Dentro de sus atribuciones están:
a) Proponer las políticas penitenciarias a nivel nacional;
b) Participar en la negociación de la ayuda tanto nacional como internacional con miras al incremento del presupuesto de la institución; y,
c) Favorecer el desarrollo y fortalecimiento de la Escuela de Estudios Penitenciarios.
La Comisión se encuentra integrada por los siguientes funcionarios:
a) El Primer Viceministro de Gobernación;
b) El director general del Sistema Penitenciario;
c) Un fiscal nombrado por el Ministerio Público;
d) El jefe de la Unidad de Ejecución del Instituto de la Defensa Pública Penal; y, 
e) Un juez de ejecución nombrado por la Corte Suprema de Justicia.
Las autoridades realizarán los nombramientos en personas con plena capacidad de decisión y tendrán la potestad de sustituirlas en cualquier momento. El reglamento de la Ley del Régimen Penitenciario, establece lo relativo a las dietas que perciben los integrantes de esta Comisión.

#### Comisión Nacional de Salud Integral, Educación y Trabajo
La Comisión Nacional de Salud Integral, Educación y Trabajo será el órgano técnico-asesor y consultor de la Dirección General, el que deberá proponer las políticas para facilitar a las personas reclusas estudios a distinto nivel, desarrollo de destrezas y habilidades de trabajo, para favorecer la implementación de fuentes de trabajo y educación a través de programas penitenciarios y post-penitenciarios, con el fin de contribuir a su readaptación social. Dicha Comisión está integrada por los siguientes funcionarios:
a) La Dirección General del Sistema Penitenciario que la preside;
b) El Ministerio de Educación;
c) El Ministerio de Trabajo y Previsión Social;
d) El Ministerio de Salud Pública y Asistencia Social;
e) El Sector Empresarial Organizado;
f) El Sector Laboral Organizado; y,
g) El Instituto Técnico de Capacitación y Productividad.

### Educación Penitenciaria

#### Escuela de Estudios Penitenciarios
Es un órgano de naturaleza educativa, responsable de orientar los programas de formación y capacitación relacionados con las funciones que desempeña dicho personal. Su objetivo esencial es garantizar una carrera penitenciaria eficiente, con base en méritos y excelencia profesional.
Además deberá recopilar, investigar y actualizar informaciones relacionadas con el tema penitenciario, y mantener relaciones en forma permanente con instituciones similares de carácter nacional e internacional para el mejor cumplimiento de su función.
Asimismo, está encargada de apoyar el proceso de selección, capacitación, profesionalización y evaluación del personal que está al servicio del Sistema Penitenciario.
El sistema penitenciario es el ente rector de todos aquellos planes estratégicos de incursión en dichos centros para desarrollar y ejecutar planes operativos tales como; registros físicos a todos los privados de libertad y requisas en busca de objetos ilícitos que pongan en peligro, grave e inminente a toda la población carcelaria.-

#### Misión
Ser una institución responsable, dinámica y capaz de formar, capacitar y profesionalizar al recurso humano penitenciario con métodos, procedimientos y tecnologías modernas en la gestión de seguridad, custodia y rehabilitación de la población privada de libertad, con valores y vocación de servicio que permita ofrecer personal calificado y acreditado para el servicio del Sistema Penitenciario, contribuyendo a la seguridad ciudadana.

#### Fines
La Escuela de Estudios Penitenciarios es un órgano de naturaleza educativa, está subordinada jerárquicamente a la Dirección General, es la responsable de regir y ejecutar los programas de formación, capacitación, profesionalización, actualización y evaluación permanente, al personal dentro de la carrera penitenciaria, así como al que está al servicio del Sistema penitenciario.
Dentro de sus funciones están:
1. Diseñar e implementar la carrera penitenciaria, cuyo propósito es dotar a la administración penitenciaria de personal debidamente capacitado y acreditado, con vocación de servicio y ética en el desempeño de sus funciones;
2. Coordinar la capacitación de aspirantes a puestos y personal en servicio del sistema penitenciario;
3. Aplicar las pruebas técnicas a los candidatos que aspiran a puestos administrativos, técnicos y profesionales, así como a los servidores del sistema penitenciario, en coordinación con la subdirección de recursos humanos;
4. Diseñar y desarrollar planes y programas para la formación, capacitación, profesionalización y evaluación permanente conforme la carrera penitenciaria;
5. Coordinar la participación del personal en seminarios, congresos, simposios, y realizar ciclos de estudios, conferencias, talleres, mesas redondas y otras actividades que sean necesarias para el fortalecimiento del personal del sistema penitenciario;
6. Coordinar las publicaciones en materia penitenciaria, a través de su centro de información y documentación, previa autorización de la Dirección General;
7. Proponer a la Dirección General la suscripción de convenios de cooperación en coordinación con la Subdirección de Planificación, con diferentes instituciones, nacionales, internacionales o extranjeras con el fin de fortalecer los procesos de formación, capacitación y profesionalización, y el reconocimiento de los méritos académicos correspondientes;
8. Proponer a la Dirección General distinciones para alumnos destacados en la Escuela en los diferentes procesos educativos;
9. Implementar la unidad de control y registro académico de los diferentes procesos educativos impartidos al personal de servicio dentro del sistema penitenciario;
10. Otras funciones o actividades inherentes a su competencia.

## Directores (desde 2004)
- Oscar de la Roca (ene. 2004 – jul. 2004)
- Patricia de Chea (jul. 2004 - mayo 2005)
- Francisco de la Peña (jun. 2005 – nov. 2005)
- Alejandro Giammattei (nov. 2005-ene. 2007)
- Víctor Rosales (feb.-mar. 2007)
- Margarita Castillo (abr.-dic 2007)
- Álvaro Arreaza (ene.-mayo 2008)
- Gustavo Gaitán (jun.-jul. 2008)
- Eddy Morales (jul. 2008- mar. 2009)
- Giulio Talamonti (abr.-ago. 2009)
- Eddy Morales (ago. 2009-ene. 2012)
- Luis Alberto González (ene. 2012-feb. 2013)
- Édgar Camargo (feb. 2013-sep. 2014)
- Anthony Pivaral (sep. 2014-may. 2015)
- Alexander Toro (may. 2015-ene. 2016)
- Carlos de León Zea (ene.-jul. 2016)
- Nicolás García (jul. 2016-may. 2017)
- Rony Antonio Santos (may. 2017)
- Mirna Fajardo (may.-ago. 2017)
- Juvell de León (ago. 2017-abr. 2018)
- Camilo Gilberto Morales Castro (jul. 2018-sep. 2019)
- Jonathan Pier Hernández (sep. 2019-ene. 2020)
- Jorge Flores (feb.-abr. 2020)
- Luis Rodolfo Escobar (abr. 2020-dic. 2021)
- Joaquín Rodrigo Flores Guzmán (ene. 2022- )